# Gymnocalycium marsoneri
Gymnocalycium marsoneri là một loài thực vật có hoa trong họ Cactaceae. Loài này được Fric ex Y.Itô mô tả khoa học đầu tiên năm 1957.